# المیرانته تاماندره دو سول
المیرانته تاماندره دو سول (به پرتغالی: Almirante Tamandaré do Sul) یک منطقهٔ مسکونی در برزیل است که در ریو گرانده جنوبی واقع شده‌است. المیرانته تاماندره دو سول ۱٬۹۴۹ نفر جمعیت دارد.